# Isaäc Isbrücker
Isaäc J. H. Isbrücker (* 1944) ist ein pensionierter niederländischer Ichthyologe, der sich insbesondere mit der wissenschaftlichen Systematik der südamerikanischen Welse (Loricarioidea) beschäftigt.

## Leben und Wirken
Isaäc Isbrücker war von 1960 bis 1985 Aquarienpfleger im Amsterdamer Zoo. Danach leitete er die Fischsammlung des Zoologischen Museums in Amsterdam, das 2011 in das Naturalis in Leiden überführt wurde. Isbrücker hat (teils als Mitautor) von 1969 bis 2006 mehr als 80 Publikationen veröffentlicht, in denen er rund ein Dutzend Fischarten wissenschaftlich neu beschrieb, darunter die Gattung Hypancistrus. Schwerpunkt seiner Arbeit ist die Taxonomie der Harnischwelse.
Ihm zu Ehren wurden ein Buntbarsch (Crenicichla isbrueckeri Ploeg, 1991), ein Harnischwels (Hypostomus isbrueckeri Reis, Weber & Malabarba, 1990) und ein Panzerwels (Corydoras isbrueckeri Knaack, 2004) benannt.